# Trypanozoma ovčí
Trypanozoma ovčí (Trypanosoma melophagium) je nepatogenní prvok z rodu Trypanosoma, jejímž definitivním hostitelem je primárně ovce. Parazit je přenášen kontaminativně na ovci ze svého vektora Melophagus ovinus (česky také kloš ovčí), který žije v srsti svých hostitelů.

## Historie
Trypanozoma ovčí byla poprvé popsána v roce 1905 v Německu, kde byla objevena ve střevech kloše. Kloši ovčí jsou krevsající ektoparazité ovcí patřící do čeledě Hippoboscidae. Původně se myslelo, že parazit je pouze jednohostitelský a byl pojmenován Crithidia melophagia. Později se trypanosomy našly i v ovcích.

## Morfologie
V krvi obratlovce se vyskytují trypomastigoti, kteří měří na délku 41-60,5 μm a mají krátký bičík od 2,5 μm do 7,5 μm. Undulující membrána je méně vyvinutá než u příbuzných druhů Trypomastigoti ze střeva klošů jsou štíhlejší a menší než krevní formy, zatímco epimastigoti, následující vývojová forma v kloších, dosahují velikosti jako krevní trypomastigoti. Metacykličtí trypomastigoti, kteří slouží k infekci ovcí, jsou dlouzí pouze 5-8,5 μm. Kinetoplast těchto forem je velký a lokalizovaný na posteriorním konci těla buňky.

## Životní cyklus
Trypanosoma melophagium je přenášená kontaminativně klošem ovčím (Melophagus ovinus). Kloš je mezi ovcemi přenášem přímým kontaktem. Vektor se infikuje při sání na ovci. Přestože je množství trypanosom vyskytující se v krvi velmi nízké, k nakažení kloše stačí malá infekční dávka. Po nasátí se trypanosomy dostávají do střeva, kde nejprve vznikají menší a štíhlejší trypomastigoti, kteří se posléze mění na epimastigoty. Ti jsou uchyceni k epitelu ve střední části střeva bičíkem anteriorní částí buňky. V následujícím vývoji při vzniku metacyklických trypomastigotů jsou prvoci uchyceni pomocí hemidesmosomu v zadní části střeva. Epimastigoti se ve střední a zadní části střeva binárně dělí. V zadní části střeva se nacházejí metacykličtí trypomastigoti s nenápadnou undulující membránou, kteří se dostávají s trusem na kůži či srst hostitele. Ovce se nakazí slíznutím výkalů kloše nebo přímo pozřením nakaženého kloše . 
Vývoj trypomastigotů v krvi ovce není dosud známý.
Trypanozomy ovčí jsou hostitelsky velice úzce specifické. Pokusy o nakažení u jiných zvířat byly neúspěšné.

## Výskyt
Výskyt parazita se kryje s výskytem kloše ovčího. Je velice rozšířen. Záznamy o trypanosomě pocházejí především z různých ovčích farem, např. ze Skotska, Chorvatska nebo Turecka.